# 祁太秧歌
祁太秧歌在其流行地也称秧歌，也有晋中秧歌，太谷秧歌的称呼，是形成于明、清，流行于山西省中部，汾河中游晋中盆地地区的一种地方戏。念白和唱腔皆用地方方言，内容多为百姓生活中的小故事。历史上，伴随着晋商文化的兴盛，祁太秧歌得到了一定程度的传播。
祁太秧歌是晋剧的重要源头之一，二人台的起源与发展也吸收了很多祁太秧歌的成份，至今这二者仍有许多共同的曲牌和唱段。

## 行当
祁太秧歌的表演形式，一般为一男一女对唱，男角多为丑角。

## 著名剧目
- 看秧歌：由祁太秧歌改编的歌曲《看秧歌》，因上了中央电视台春节晚会而成为祁太秧歌的著名曲目。
- 断料子：叙述了一旧时的村妇戒毒的故事。
- 卖元宵